# Carrière de kaolin de Marcognac
La carrière de kaolin de Marcognac est un ancien site minier situé sur la commune de Saint-Yrieix-la-Perche, dans le département français de la Haute-Vienne.
En Limousin, il s'agit de la première carrière où l'on a commencé à extraire du kaolin, matériau indispensable à la fabrication de la porcelaine, en l'occurrence la porcelaine de Limoges, dans la deuxième moitié du XVIIIe siècle. Marcognac se situe sur la commune de Saint-Yrieix, où Jean-Baptiste Darnet découvre la présence de cette argile en 1768. En 1801, la production annuelle de kaolin à Marcognac atteint les 350 tonnes. L'exploitation du kaolin cesse en 1935, et celle des feldspaths se poursuit jusqu'en 1976. Marcognac figure parmi la quarantaine de carrières de kaolin autrefois en exploitation dans le district minier qui s'étend du Chalard à Montgibaud ; c'est le site historiquement le plus productif.
Le site, comprenant les anciennes carrières envoyées, les bâtiments et leurs abords, bénéficie d'un classement au titre des Monuments historiques depuis le 17 octobre 2002, et est aussi intégré au site patrimonial remarquable de Saint-Yrieix-la-Perche. Racheté par la commune à partir de 1990, il est aménagé pour accueillir des visiteurs,.